# 玉泉子
《玉泉子》，又名《玉泉笔端》、《玉泉子见闻真录》等，唐朝筆記，原書五卷，今存一卷，作者闕名，署为“玉泉子”撰。
本書作者真實姓名不可考，所记皆唐代杂事，專講中晚唐官場政治社會史，其政治倾向是宣扬李德裕、貶損牛僧孺。作者既表彰李相“抑退浮薄，奖拔孤寒”，又說李相為了喝山泉水，竟然“自毘陵至京置递铺”；唐代后期科举考试弊端百出，寒士邓敞不能中第，宰相牛僧孺之子对他说：“吾有女弟未出门，子能婚乎?当为君展力。”於是，邓敞隐瞒自己“已婚”的事實，成為牛家女婿。杜羔多次参加科举考试没有及第，打算回家。杜羔之妻劉氏寄诗讽之：“如今妾面羞君面，君到来时近夜来”。《玉泉子》所记叙的八十多篇作品，以人物纪事为主，涉及中晚唐人物裴度、李德裕、杜悰、白敏中、李石、李讷、郑畋、郑光等40余人，可補正史之不足。司马光《资治通鉴考异》即引称《玉泉子见闻录》。《玉泉子》亦輯錄《因話錄》與《尚書故實》之文，故內容不全是自作。北宋初年編修《太平廣記》大量輯錄《玉泉子》內容，而原書五卷在明代已佚，明人又自《太平广记》輯佚一卷，但存文真伪夾雜。南宋曾慥编《类说》一書，引录《玉泉子》18条，其中16条不見於今本，可能是原书佚文。今存《稗海》本、《类说》本、 《说郛》本、《唐人说荟》本等。